# Acacia balfourii
Acacia balfourii é uma espécie de leguminosa do gênero Acacia, pertencente à família Fabaceae.